# NBA Live 10
NBA Live 10 är ett basketspel i NBA Live-serien, utvecklat och utgivet av Electronic Arts 2009. Dwight Howard, som då spelade för Orlando Magic, pryder omslaget.

## Musik
| - 88-Keys feat. Colin Munroe - Wake Up Calls - Afrika Bambaataa feat. Why G, Mickey Factz & Fort Knox Five - We Don't Stop Yawl - B.o.B - Champion - Beastie Boys - Pop Your Balloon - David Banner & GQ - S.P.I.T. - De La Soul - La La La - Dead Prez - Still Bigga Than - Embassy Music Board - Overtime - Grand Puba - Get It - Laza Morgan - Crank It Out - Matt and Kim feat. De La Soul - Daylight (Troublemaker Remix) - Matt and Kim - Daylight - Mick Boogie feat. Kidz In the Hall, Donnis & Daytona - Class of Our Own | - Mickey Factz & B.o.B - Mind Got Blown - Mos Def feat. Talib Kweli - History - Murs feat. Kurupt & Jay Rock - We Ballin' - Pete Rock - When I Need It - Reflection Eternal - Get Lite - Rye Rye feat. Busy Signal - Get Like This - Snoop Dogg - Lodi Dodi (LIVE 10) - Wale feat. Jazmine Sullivan - World Tour - Wyclef Jean feat. Haitian Fresh - Ballin' - Xzibit feat. BJ The Chicago Kid & Poo Bear - Fanatic - Young Dre The Truth & 2Pac feat. BJ the Chicago Kid - All Eyez on Me (The Truth) - Zion I - Go Hard |

### Fotnoter
1. 1 2 3  Ahearn, Nate (2 oktober 2009). ”IGN Review of NBA Live 10 (Xbox 360)”. http://au.xbox360.ign.com/articles/103/1030967p1.html. Läst 20 maj 2014.